# Aries Complex
Aries Complex était une société espagnole participant au programme Airbus A380.
Fondée en 1986, elle était établie à Tres Cantos dans la banlieue de Madrid, et ses principales activités étaient la conception et la fabrication de :
- Accessoires et composants pour milieu Marin
- Passerelles
- Pièces et composants pour l'Industrie Aéronautique
- Usinage toutes pièces

En 2009, la société est absorbée par Aciturri.

## Principales participations dans des projets aéronautiques
- Airbus A310
- Airbus A320
- Airbus A380
- Eurofighter Typhoon
- Dornier 728 (en)
- Embraer 145
- Sikorsky
- Ariane 4